# تيتو مسعود
تيتو مسعود قائد عسكري في كتائب الشهيد عز الدين القسام في قطاع غزة. يعزى إليه هو والشهيد نضال فرحات تطوير صاروخ القسام، وشارك في إطلاق أول دفعة صواريخ بتاريخ 26-10-2001.

## وصلات خارجية
- سيرته على موقع القسام